# Песня и танец
«Песня и танец» (англ. Song and Dance) — двухактовый мюзикл Эндрю Ллойда Уэббера, первая часть которого полностью состоит из «песен», а вторая из «танцев».
Первый акт — это мюзикл «Расскажи мне в воскресенье» Эндрю Ллойда Уэббера о молодой девушке из Великобритании и её романтических злоключениях в Нью-Йорке и Голливуде. Второй акт — балет на тему «Variations» Ллойда Уэббера.
Идея объединить два эти произведения принадлежит продюсеру Кэмерону Макинтошу, причём оба акта были объединены общим смыслом — историей любви.

## Сюжет
Лондон
Акт I
Девушка-англичанка приезжает в Нью-Йорк к своему парню. Однако оказалось, что он наркоман и девушка, разочаровавшись, бросает его. Она пишет матери в Англию и в письме рассказывает о произошедшем и о том, что она нашла нового парня — Шелдона Блума, с которым отправилась в Калифорнию. Блум — голливудский продюсер и живёт в особняке, под названием «Богема». Через некоторое время девушке становится скучно. Она понимает, что Шелдон только пользуется ей, как трофеем. Она бросает его и уезжает обратно на Манхэттен.
Вернувшись, девушка знакомится с новым парнем, на этот раз немного младше по возрасту, которого она считает более подходящим для себя (парень говорит ей, что он ковбой, но на самом деле — агент по продажам программного обеспечения). Девушка счастлива, она думает, что наконец-то нашла свою любовь. Но одна из её подруг рассказывает, что парень изменяет ей, когда якобы уходит на работу. Девушка впадает в депрессию и бродит по улицам Нью-Йорка, где сталкивается с «женатым мужчиной» и заводит с ним отношения. Мужчина принял всё серьёзно и сделал ей предложение. Она же испугалась, поскольку не только не любила его, но и использовала, чтобы отомстить «ковбою». Девушка объясняется с «женатым мужчиной» и приходит к выводу, что это не конец света и всё ещё впереди.
Акт II
Весь акт состоит из танцев, где в основном участвует «ковбой», через танцы выражающий, что он не может жить без своей утерянной любви. В конце концов, влюблённые воссоединяются и соединяются в дуэте песни и танца.
Бродвей
Переработанная бродвейская версия незначительно отличается от лондонской. У девушки есть имя — «Эмма», она хочет стать дизайнером. С появлением каждого нового мужчины Эмма всё больше запутывается и всегда узнает что-то новое о себе. Хотя девушка любит ковбоя «Джо», она не может простить его за измену, и после расставания, начинает встречаться с «Паулом» — «женатым мужчиной». В конце концов она понимает, что всего лишь использовала людей, как и они использовали её.
В I акте на сцене присутствует только Эмма (она разговаривает с воображаемыми персонажами). Во II акте танцует «Джо», рассказывающий свою историю через «Танец». В финале он и Эмма, наконец, воссоединяются и Джо созревает для того, чтобы признаться ей в любви.

## Постановки
Первая часть — мюзикл «Расскажи мне в воскресенье», была представлена на Сидмонтонском Фестивале в 1979 году. Затем был записан диск. В 1980 году мюзикл выпустили на канале BBC в виде одночасового телешоу.
Вторая часть мюзикла — «Variations», была записана на диск в 1978 году.
Продюсер Кэмерон Макинтош предложил объединить два произведения в один мюзикл под названием «Песня и Танец», чтобы подчеркнуть особенность каждого акта.
Премьера мюзикла состоялась 26 марта 1982 года в Palace Theatre, где мюзикл был сыгран 781 раз. Марти Уэбб исполняла главную роль «Девушки»; впоследствии этe роль воплощали на сцене: Сара Брайтман, Джемма Крэйвен, Кэрол Нилссон, Лулу и Лиз Робертсон. Второй акт («Танец») был поставлен Энтони ван Лаастом и показал талант таких танцоров, как Уэйн Слип и Джейн Дарлинг.
Режиссёр и лирик Ричард Молтби-младший адаптировал первый акт для американской аудитории, добавив больше действия. Бродвейская постановка срежиссированная Питером Мартинсом открылась 18 сентября 1985 года в Royale Theatre, где выдержала 474 спектакля и семнадцать предварительных просмотров. Бернадетт Питерс играла главную роль в первом акте в течение почти тринадцати месяцев; её заменила Бетти Бакли, игравшая в течение последних четырёх недель. Второй акт показал талант Кристофера д’Амбуаза и Грегга Берджа.
Певица Мелисса Манчестер играла главную роль, когда шоу пустили в 6-месячный национальный тур по США в 1987 году, начавшийся в Далласе, штат Техас и закончившийся в Тампе, штат Флорида.
Бродвейская постановка получила восемь номинаций на премию Тони. Питерс получила премию в номинации «Лучшая актриса мюзикла».

## Мнение критики
Критики были единодушны во мнении, что Бернадетт Питерс великолепно сыграла свою роль в бродвейской версии мюзикла.
Фрэнк Рич в «Нью-Йорк Таймс» писал: «Мисс Питерс более чем талантлива: как актриса, певица, комедийная актриса, создающая какую-то особую атмосферу, она не имеет равных. В её части «Песен и танцев» она играет так, что можно подумать, будто она молит о пощаде перед расстрелом. Но при всей вокальной виртуозности, бурной эмоциональности и очаровательном хриплом тоне, её героине чего-то не хватает, мы никогда не сможем понять, живёт её героиня или умирает…»
Джон Саймон, в «New York Magazine», отметил: «Мисс Петерс безупречная исполнительница, которая так много делает для своей части выступления […]. Она не только великолепно поет, но также в совершенстве танцует». Но в остальном критик остался не очень доволен: «Воображаемые люди казались туманными и нереальными, также как и девушка», а второй акт он охарактеризовал так: «все идет от плохого к худшему».
Но в основном, мюзикл был принят очень тепло на Бродвее, и среди остальных критиков и среди зрителей завоевал большую популярность.

## Музыкальные номера

### Лондонская постановка
- Overture
- Let Me Finish
- It’s Not the End of the World
- Letter Home to England
- Sheldon Bloom
- Capped Teeth and Caesar Salad
- You Made Me Think You Were In Love
- Capped Teeth and Caesar Salad (Реприза)
- It’s Not the End of the World (If He’s Younger)
- Second Letter Home
- The Last Man in My Life
- Come Back With the Same Look in Your Eyes
- Take That Look Off Your Face
- Tell Me on a Sunday
- I Love New York
- Married Man
- I’m Very You, You’re Very Me
- Let’s Talk About You
- Let Me Finish (Реприза)
- Nothing Like You’ve Ever Known
- Let Me Finish (Финал)

### Бродвейская постановка
- Overture/Take That Look Off Your Face
- Let Me Finish
- So Much to Do in New York
- First Letter Home
- English Girls
- Capped Teeth and Caesar Salad
- You Made Me Think You Were in Love
- Capped Teeth and Caesar Salad (Реприза)
- So Much To Do in New York (II)
- Second Letter Home
- Unexpected Song
- Come Back With The Same Look In Your Eyes
- Take That Look Off Your Face (Реприза)
- Tell Me On A Sunday
- I Love New York/So Much to Do in New York
- Married Man
- Third Letter Home
- Nothing Like You’ve Ever Known
- Finale — Let Me Finish (Реприза)/ What Have I Done?/ Take That Look Off Your Face (Реприза)

## Бродвейские награды и номинации
- Tony Award for Best Musical (номинация)
- Tony Award for Best Actress in a Musical (Питерс, победительница)
- Tony Award for Best Featured Actor in a Musical (номинация)
- Tony Award for Best Original Score (номинация)
- Tony Award for Best Costume Design (номинация)
- Tony Award for Best Lighting Design (номинация)
- Tony Award for Best Choreography (номинация)
- Tony Award for Best Direction of a Musical (номинация)
- Drama Desk Award for Outstanding Actress in a Musical (Питерс, победительница)
- Drama Desk Award for Outstanding Featured Actor in a Musical (Будж, номинация)
- Drama Desk Award for Outstanding Choreography (номинация)
- Drama Desk Award for Outstanding Music (номинация)
- Grammy Award for Best Musical Cast Show Album (номинация)